# 阿河 (格赖芬湖)
47°19′33″N 8°42′02″E / 47.32588°N 8.70055°E

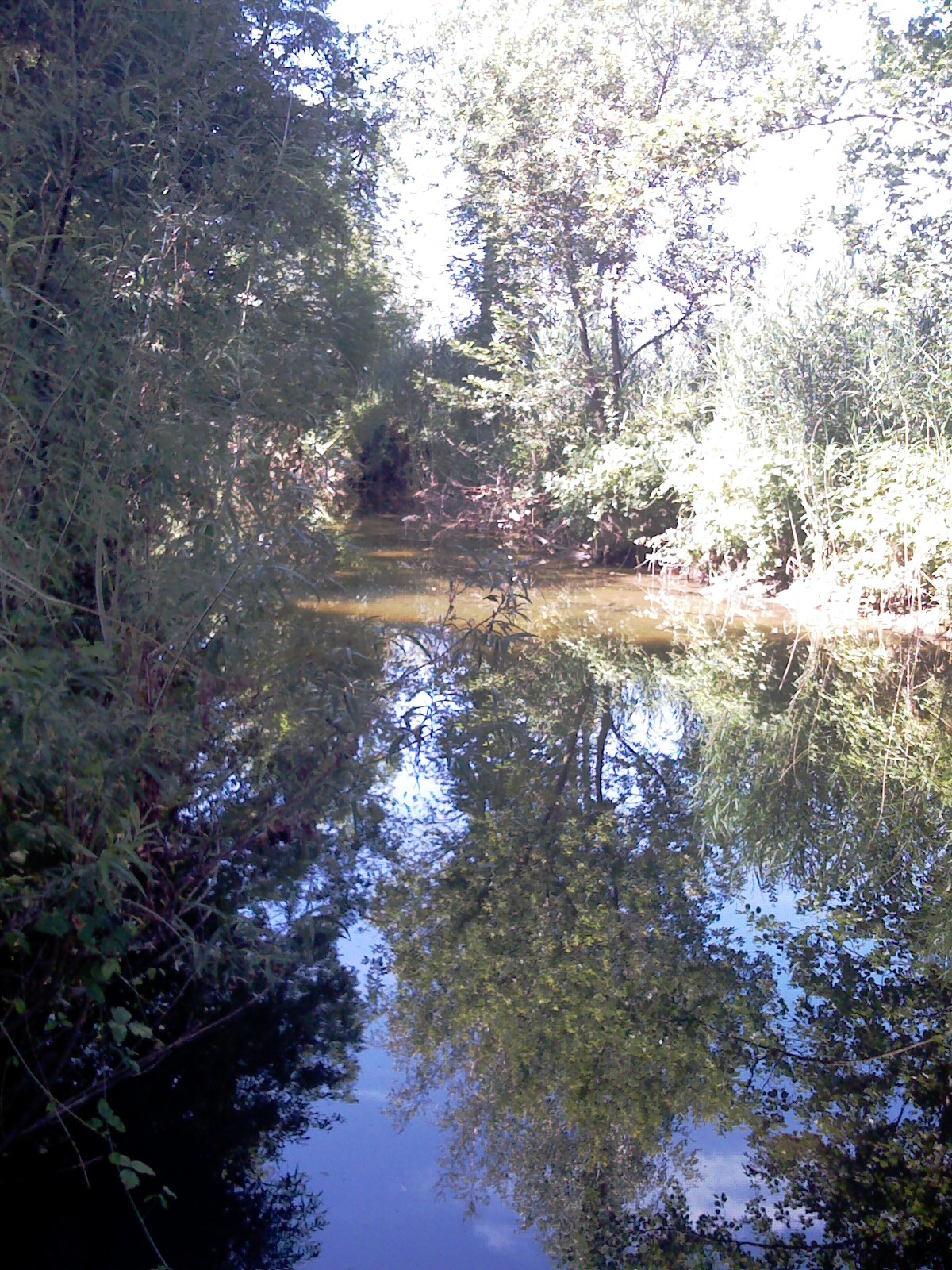

阿河（德語：Aabach）是瑞士的河流，位於該國北部，流經蘇黎世州，屬於格拉特河的支流，河道全長11.2公里，流域面積51.1平方公里，最終注入格赖芬湖。